# Atlas Coelestis

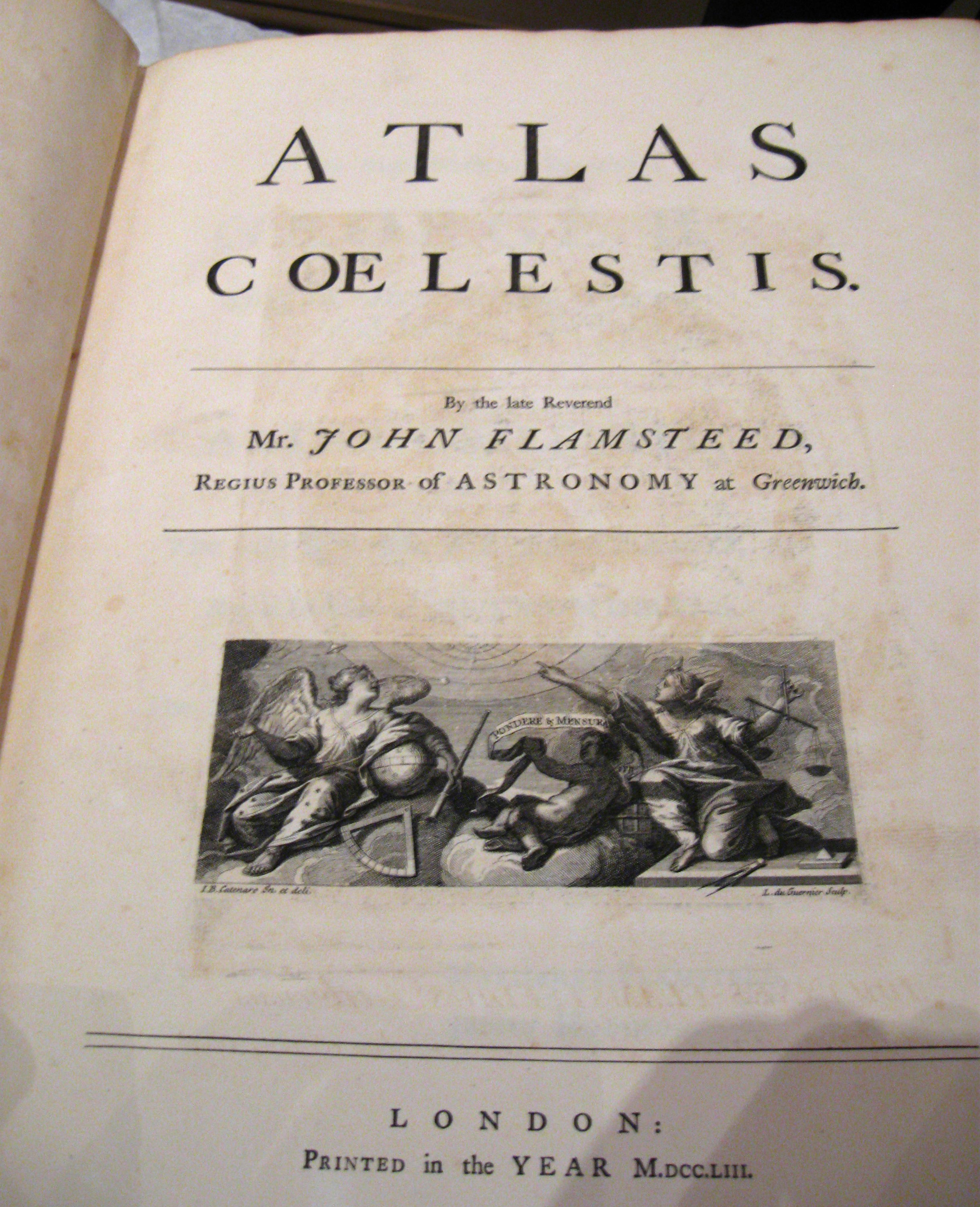
Kopie titulní strany, jež se nachází v Derby Museum and Art Gallery

Atlas Coelestis je atlas hvězdné oblohy, publikovaný v roce 1729 a založený na pozorováních učiněných prvním královským astronomem Johnem Flamsteedem.
Atlas, největší, který byl kdy vydán, obsahuje 26 hvězdných map hlavních souhvězdí, viditelných z Greenwiche, spolu s kresbami vytvořenými v rokokovém stylu Jamesem Thornhillem. Součástí atlasu jsou i dvě planisféry nakreslené Abrahamem Sharpem.

## Historie
První hvězdný atlas založený na teleskopických pozorováních, Atlas Coelestis, byl vydaný deset let po smrti svého autora Johna Flamsteeda jeho ženou, za asistence Josepha Crosthwaita a Abrahama Sharpa. Předcházelo mu další Flamsteedovo dílo Stellarum inerrantium Catalogus Britannicus (česky: Britský hvězdný katalog) s 2919 hvězdami, vydáno také posmrtně v roce 1725.
Jedním z Flamsteedových hlavních motivů k vytvoření Atlasu bylo opravit zobrazení tvarů souhvězdí, která učinil Johann Bayer ve své Uranometrii z roku 1603. Bayer je zobrazil ze zadního pohledu (nikoliv z předního, jak to bylo děláno od doby Ptolemaiovy), což obrátilo postavení hvězd a vytvářelo tak zmatek.

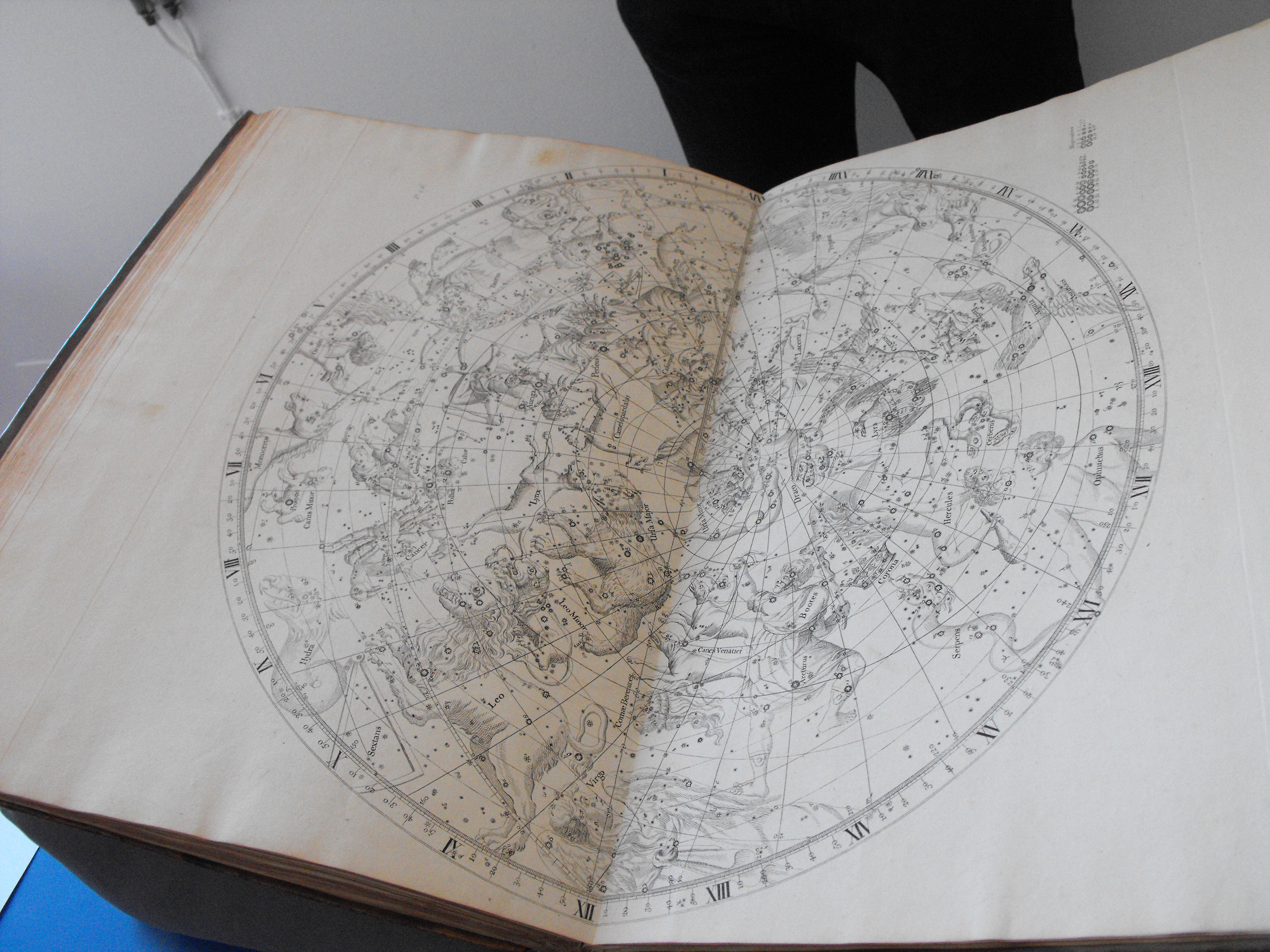
Druhé vydání Atlasu Coelestis (1753)

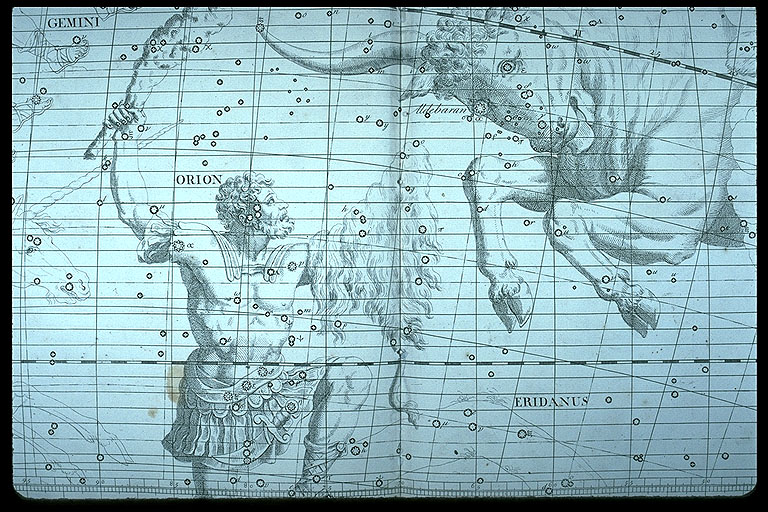
Souhvězdí Orion podle Flamsteeda
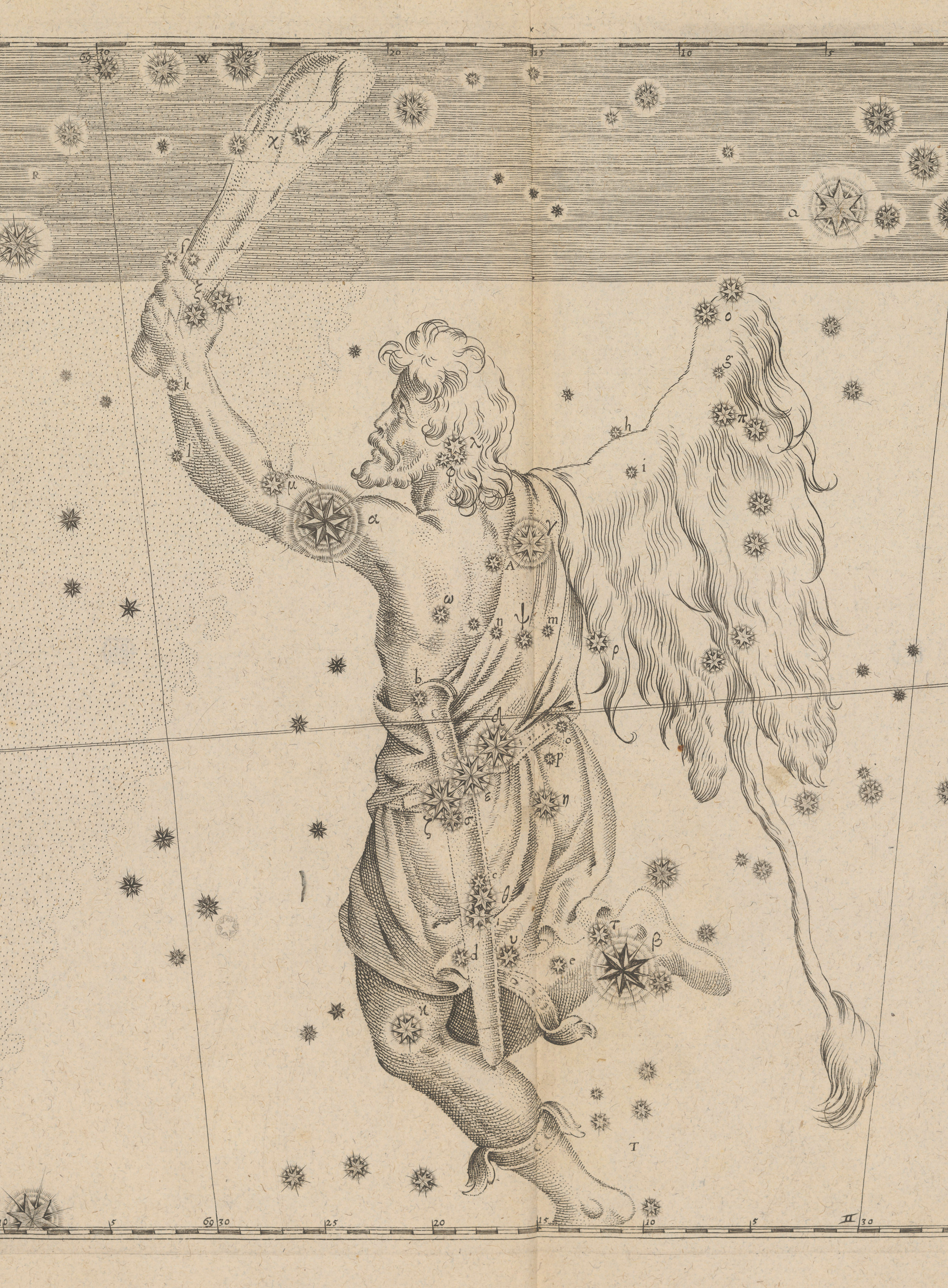
Souhvězdí Orion podle Bayera

Publikace zaznamenala okamžitý úspěch a stala se standardním zdrojem pro profesionální astronomy na téměř století. Přesto existovaly tři faktory snižující tento úspěch: vysoká cena, obrovská velikost (takže bylo těžké držet atlas v rukou) a nízká umělecká hodnota (kresby Jamese Thornhilla byly mnohokrát kritizovány, částečně s ohledem na zobrazení souhvězdí Vodnáře).
To vedlo Johna Bevise k tomu, aby se pokusil atlas vylepšit. V roce 1745 vytvořil Uranographia Britannica, kterážto měla menší rozměry, byla rozšířena o další pozorování a obsahovala více uměleckých kreseb. Tento atlas však nikdy nebyl oficiálně publikován a v současnosti ho existuje pouze 16 známých kopií.

## Atlas Fortin-Flamsteed
Změny v poloze hvězd (původní Flamsteedova pozorování byla učiněna v devadesátých letech 17. století) nakonec vedly k úpravám, které učinil v sedmdesátých letech 18. století francouzský inženýr Nicolas Fortin pod kontrolou astronomů Le Monniera a Messiera z Francouzské akademie věd v Paříži.
Nová verze, pojmenovaná Atlas Fortin-Flamsteed měla oproti té původní jen třetinové rozměry, ale zachovala stejnou strukturu. Také některé ilustrace byly upraveny do umělečtější podoby (nejvíce Andromeda, Panna a Vodnář).
Názvy souhvězdí jsou uvedeny ve francouzštině, nikoliv v latině, a obsahují některé mlhoviny objevené až po Flamsteedově smrti.
Roku 1795 vyšla aktualizovaná verze od Mechaina a Lelanda, která zahrnuje nově objevená souhvězdí a mlhoviny.